# Mendel Stromm
Le docteur Mendel Stromm, aussi connu comme Robot Master et Gaunt est un super-vilain évoluant dans l'univers Marvel de la maison d'édition Marvel Comics. Créé par le scénariste Stan Lee et le dessinateur Steve Ditko, le personnage de fiction apparaît pour la première fois dans le comic book Amazing Spider-Man #37 en juin 1966.

## Biographie du personnage

### Origines
Mendel Stromm est le professeur d'université de Norman Osborn et son partenaire dans Oscorp Industries. Il travaille un temps sur une ébauche d'un sérum de super-force (plus tard utilisé par Osborn pour devenir le Bouffon Vert).
Osborn découvre des détournements de fonds de Stromm et le livre à la police. À sa sortie de prison, Stromm tente de tuer Osborn en se servant de robots. Il est stoppé par Spider-Man et est victime d'un infarctus. Il est laissé pour mort, mais en réalité Stromm sait que ses jours sont comptés et s'arrange pour transférer son schéma cérébral dans un robot.

### Robot Master
Mendel Stromm est de retour dans Spectacular Spider-Man #68 en 1982, sous le nom de Robot Master, mais il est détruit par Spider-Man.
En 1996, il fait une deuxième réapparition sous une forme cybernétique. Son corps est en effet préservé artificiellement, notamment grâce à une dose du sérum du Bouffon vert qu'il avait lui aussi expérimenté à ses débuts. Son armure est détruite par Ben Reilly. Il revient deux fois par la suite, pour être vaincu par le Bouffon Vert, puis de nouveau par Spider-Man.
Quelques années plus tard, Stromm essaye de créer un robot intelligent pour tuer Osborn mais ce dernier se retourne contre son créateur et démembre son corps, gardant sa tête en vie. L'IA tente de pirater le réseau électrique de New York. Il est vaincu par Spider-Man qui lui injecte un virus. Mendel est retrouvé dans un état comateux, mais toujours en vie, son cerveau alimenté par des machines.
Isolé par le SHIELD, il accepte de signer le Superhuman Registration Act (en).

## Pouvoirs et capacités
Mendel Stromm est un cyborg. Il est doté d'implants cybernétiques qui lui fournissent une force surhumaine et des pouvoirs de régénération. Son cerveau est alimenté par des machines.
- C'est un expert en chimie, ingénierie et en robotique.
- Il utilise de nombreux robots programmés pour accomplir des missions variées. La plupart sont armés.

## Apparitions dans d'autres médias
Sauf indication contraire, les informations mentionnées dans cette section peuvent être confirmées par la base de données cinématographiques IMDb,  présente dans la section « Liens externes ».

### Cinéma
Interprété par Ron Perkins
- 2002 : Spider-Man réalisé par Sam Raimi

### Télévision
- 1994-1998 : Spider-Man, l'homme araignée (série d'animation)

### Jeu vidéo
- 2018 : Marvel's Spider-Man (seulement mentionné)